# Jeux du Pacifique de 2023
Navigation
Édition précédente Édition suivante
Les XVIIe Jeux du Pacifique se déroulent à Honiara aux îles Salomon du 19 novembre au 2 décembre 2023.

## Organisation
Les Îles Salomon sont désignés comme pays organisateur par 11 voix contre 10 face à la Polynésie française lors de l'Assemblée générale du Conseil des Jeux le 10 mai 2016, au Vanuatu.
Prétextant une incapacité pour le pays d'organiser à la fois les Jeux et les élections législatives salomonaises, le gouvernement de Manasseh Sogavare a reporté ces dernières à 2024, s'accordant ainsi une année de plus au pouvoir, malgré les vives critiques de l'opposition menée par Matthew Wale. L'offre faite par l'Australie de financer les élections pour qu'elles puissent se tenir à temps a été refusée par le Premier ministre Sogavare.
En application d'un accord entre les Îles Salomon et la République populaire de Chine, la sécurité lors des Jeux est assurée par des forces de police venues de Chine, et par des policiers salomonais formés par la police chinoise.

## Diffusion
À l'étranger, les Jeux sont diffusés notamment par le Special Broadcasting Service d'Australie et par Fiji TV (en).

## Tableau des médailles
La Nouvelle-Calédonie domine le classement des médailles avec 197 médailles remportées dont 82 en or.
23 nations sur 24 repartent avec au moins une médaille. Seuls les Tokelau repartent sans aucune médaille.
- Pays organisateur

| Rang               | Nation                      | Or  | Argent | Bronze | Total |
| ------------------ | --------------------------- | --- | ------ | ------ | ----- |
| 1                  | Nouvelle-Calédonie          | 82  | 57     | 58     | 197   |
| 2                  | Tahiti                      | 57  | 53     | 50     | 160   |
| 3                  | Australie                   | 50  | 24     | 10     | 84    |
| 4                  | Samoa                       | 34  | 21     | 21     | 76    |
| 5                  | Papouasie-Nouvelle-Guinée   | 29  | 37     | 39     | 105   |
| 6                  | Fidji                       | 21  | 30     | 40     | 91    |
| 7                  | Îles Salomon                | 12  | 37     | 31     | 80    |
| 8                  | Nouvelle-Zélande            | 10  | 13     | 12     | 35    |
| 9                  | Nauru                       | 10  | 12     | 6      | 28    |
| 10                 | Guam                        | 7   | 4      | 6      | 17    |
| 11                 | Îles Cook                   | 5   | 3      | 10     | 18    |
| 12                 | Îles Marshall               | 5   | 3      | 2      | 10    |
| 13                 | Îles Mariannes du Nord      | 5   | 1      | 6      | 12    |
| 14                 | Wallis-et-Futuna            | 3   | 6      | 6      | 15    |
| 15                 | Vanuatu                     | 3   | 5      | 11     | 19    |
| 16                 | Kiribati                    | 3   | 2      | 6      | 11    |
| 17                 | États fédérés de Micronésie | 3   | 1      | 0      | 4     |
| 18                 | Tonga                       | 2   | 8      | 9      | 19    |
| 19                 | Niue                        | 1   | 0      | 1      | 2     |
| 20                 | Tuvalu                      | 0   | 5      | 0      | 5     |
| 21                 | Samoa américaines           | 0   | 3      | 3      | 6     |
| 23                 | Île Norfolk                 | 0   | 0      | 1      | 1     |
| 24                 | Tokelau                     | 0   | 0      | 0      | 0     |
| Total (24 nations) | Total (24 nations)          | 342 | 325    | 331    | 998   |